# Distrikt Kishuara
Der Distrikt Kishuara liegt in der Provinz Andahuaylas in der Region Apurímac in Südzentral-Peru. Der Distrikt wurde am 19. Januar 1944 gegründet. Er hat eine Fläche von 309 km². Beim Zensus 2017 wurden 6453 Einwohner gezählt. Im Jahr 1993 lag die Einwohnerzahl bei 7108, im Jahr 2007 bei 8033. Die Distriktverwaltung befindet sich in der 3665 m hoch gelegenen Ortschaft Kishuara mit 1067 Einwohnern (Stand 2017). Kishuara liegt knapp 30 km ostsüdöstlich der Provinzhauptstadt Andahuaylas. 

## Geographische Lage
Der Distrikt Kishuara liegt im Andenhochland im Osten der Provinz Andahuaylas. Er besitzt eine Längsausdehnung in Nord-Süd-Richtung von 31 km sowie eine maximale Breite von 15 km. Der Distrikt umfasst das obere Einzugsgebiet des Río Pincos, ein rechter Nebenfluss des Río Pampas. 
Der Distrikt Kishuara grenzt im Westen an die Distrikte San Jerónimo und Pacucha, im Norden und Nordosten an den Distrikt Pacobamba, im Osten an den Distrikt Huancarama, im Südosten an den Distrikt Pichirhua (Provinz Abancay) sowie im äußersten Süden an den Distrikt Tintay (Provinz Aymaraes).